# هرمتیکا
هرمتیکا (به انگلیسی: Hermetica)، متون منسوب به شخصیت افسانه‌ای هلنیستی، هرمس تریسمجیستوس است که تلفیقی از خدای یونانی هرمس و خدای مصری تحوت است. این متون ممکن است از نظر محتوا و هدف بسیار متفاوت باشند، اما به دو دسته اصلی تقسیم می‌شوند، هرمتیکای «فنی» و «دینی-فلسفی».
مقوله هرمتیکای فنی شامل انواع گسترده‌ای از رساله‌های مربوط به طالع بینی، پزشکی و داروسازی، کیمیاگری و جادو است، که قدیمی‌ترین آن‌ها به زبان یونانی نوشته شده‌است و ممکن است به قرن دوم یا سوم قبل از میلاد بازگردد. بسیاری از متون متعلق به این دسته بعدتر به عربی و لاتین ترجمه شدند و در طول قرن‌ها مورد بازبینی و گسترش قرار گرفتند. برخی از آن‌ها نیز در اصل به زبان عربی نوشته شده‌اند، اگرچه در بسیاری از موارد وضعیتشان به‌عنوان یک اثر اصلی یا ترجمه نامشخص است. این متون هرمسی عربی و لاتین در سراسر قرون وسطی کپی شدند (مشهورترین نمونه لوح زمرد است).
هرمتیکای «دینی-فلسفی» مجموعه‌ای منسجم از رساله‌های دینی-فلسفی است که بیشتر در قرن دوم و سوم نوشته شده‌اند. یک قرن بعد از میلاد بر رابطه بین انسان‌ها، کیهان و خدا متمرکز هستند (بنابراین انسان‌شناسی فلسفی، کیهان‌شناسی و الهیات را با هم ترکیب می‌کنند). بسیاری از آن‌ها نیز پندهای اخلاقی هستند که خواستار راهی برای زندگی هستند که منجر به تولد دوباره روحانی و در نهایت الوهیت در قالب یک صعود بهشتی می‌شود. رساله‌های این دسته احتمالاً همه در اصل به زبان یونانی نوشته شده‌اند، اگرچه برخی از آن‌ها فقط در ترجمه‌های قبطی، ارمنی یا لاتین باقی مانده‌اند. در طول قرون وسطی، بسیاری از آن‌ها فقط در دسترس دانشمندان بیزانسی بود (یک استثنا: اسکلپیوس، که در ترجمه لاتین اولیه باقی مانده‌است)، تا این‌که مجموعه‌ای از رساله‌های هرمتیک یونانی معروف به متون هرمس توسط دانشمندان دوره رنسانس مارسیلو فیچینو (۱۴۳۳–۱۴۹۹) و لودوویکو لازارلی (۱۴۴۷–۱۵۰۰) به لاتین ترجمه شد.